# Абд аль-Васи Джабали
‘Абд аль-Васи‘ Джабали (перс. عبدالواسع جَبَلی‎; ум. 1160) — персидский поэт.

## Биография
Его полное имя: Имам Бади аз-Заман ‘Абд аль-Васи‘ ибн ‘Абд аль-Джами‘ Гарджистани Джабали (араб. امام بدیع الزمان عبد الواسع بن عبد الجامع غرجستانی جبلی‎).
Родился в семье Алидов в провинции Гарджистан. Судя по его письму, имел хорошее образование, особенно в литературе. Писал панегирики для Тогрель Такина ибн Мухаммада, который в 1097 году получил контроль над Хорезмом и для Бахрамшаха ибн Масуда (1118—1152) из династии Газневидов, во дворе которого Абд аль-Васи провёл четыре года в начале своей карьеры. Когда Бахрамшах обратился за помощью к сельджукскому султану Санджару, и Санджар привёл свою армию в Газну, чтобы помочь ему, Абд аль-Васи присоединился к его окружению. Он провёл некоторое время во дворе Санджара, который относился к нему с уважением. Абд аль-Васи также писал в честь других лидеров и командиров, например Арслан-шаха ибн Керман-шаха (1104—1141).
Абд аль-Васи был важным предшественником изменения литературного стиля в середине XII-го века. Его персидская поэзия приблизилась к общему диалекту того времени. Он использовал замысловатые и декоративные фразы и подчёркивал вербальные украшения за счёт содержания. Он подчёркивал хиазм, параллелизм, внутреннюю рифму и подобные риторические приёмы. Абд аль-Васи также писал на арабском языке. По словам Ауфи, он был «мастером обоих стилей» (зу-ль-балагатайн), а его диван содержит много строк, написанных на смеси персидского и арабского. Его диван был опубликован в Лахоре в 1862 году.